# Barkleyberge
Die Barkleyberge sind eine kleine Gruppe bis zu 2830 m hoher Berge im ostantarktischen Königin-Maud-Land. Sie ragen zwischen dem Tal Kvitsvodene und dem Rogstad-Gletscher in der Sverdrupfjella auf. Zu ihnen gehören der Gebirgszug Kvitkjølen und der Berg Isingen.
Entdeckt und benannt wurden sie bei der Deutschen Antarktischen Expedition 1938/39 unter der Leitung des Polarforschers Alfred Ritscher. Namensgeber ist Erich Barkley (1912–1944), Biologe dieser Forschungsreise. Eine Vermessung nahmen Teilnehmer der Norwegisch-Britisch-Schwedischen Antarktisexpedition (1949–1952) vor.